# Antoni Zygmund
  Antoni Zygmund    (Varsòvia, 26 de desembre de 1900 - Chicago, 30 de maig de 1992) va ser un matemàtic polonès.

## Vida i Obra
L'escolarització de Zygmund a la seva vila natal de Varsòvia es va veure interrompuda el 1914 per l'esclat de la Primera Guerra Mundial, quan la família es va traslladar a Poltava (avui Ucraïna). El 1918 va retornar a Varsòvia on va acabar els estudis secundaris i va ingressar a la universitat de Varsòvia l'any següent. Sota la influència del professor Aleksander Rajchman i del company d'estudis Stanisław Saks (tres anys més gran que ell) es va interessar en les sèries trigonomètriques, tema sobre el qual va versar la seva tesi doctoral el 1923.
Des de 1922 va ser professor de la universitat Tècnica de Varsòvia. El curs 1929-30 va estar a Anglaterra amb una beca Rockefeller, on va tenir ocasió de col·laborar amb Hardy, Littlewood i Raymond Paley. El 1930 va ser nomenat professor de la universitat de Vílnius, avui Lituània però en aquella època una ciutat disputada per soviètics, polonesos i ucraïnesos. En esclatar la Segona Guerra Mundial el 1939 va ser mobilitzat, però després de la desfeta polonesa va retornar a Vilnius, des de on va poder fugir als Estats Units a través de Suècia.
Ja als Estats Units, va ser professor successivament del MIT (breu temps), del Mount Holyoke College (1940-1945) i de la universitat de Pennsilvània (1945-1947), fins que el 1947 va ser nomenat professor de la universitat de Chicago on va romandre fins a la seva jubilació el 1980. Com europeu emigrat a Amèrica, sempre feia grans esforços per entendre les costums locals, no sempre coronats per l'èxit. D'altra banda, va aportar als Estats Units una aproximació a les matemàtiques molt més concreta que les abstraccions i el formalisme imperant de l'època.
Entre la quarantena d'estudiants doctorals que va supervisar hi ha matemàtics de primera línia com Paul Cohen, Alberto Calderón o Józef Marcinkiewicz. Va publicar més de dos-cents articles científics i diversos llibres entre els quals destaca Trigonometrical Series, editat per primera vegada el 1935 i reeditat en nombroses ocasions. Les seves obres escollides es van publicar el 1989 en tres volums amb el títol de Selected Papers of Antoni Zygmund, una obra fonamental per entendre l'impacte de l'obra de Zygmund en el desenvolupament de les matemàtiques en el segle xx.
La major part de l'obra de Zygmund versa sobre les sèries trigonomètriques, però també va treballar en camps conexos com l'anàlisi de Fourier, la teoria de l'aproximació, les integrals singulars o l'anàlisi harmònica (teoria de Calderón-Zygmund).